# Army Times
Army Times ( ISSN 0004 – 2595) es un periódico publicado 26 veces al año que sirve al personal activo, de reserva, de la guardia nacional y retirado del Ejército de los Estados Unidos y a sus familias, proporcionando noticias, información y análisis, así como características de la comunidad y estilo de vida, suplementos educativos, y guías de recursos. 
Army Times es una publicación del Sightline Media Group, que anteriormente se llamaba Gannett Government Media Corporation, y que una vez fue parte de la Gannett Company (NYSE: GCI) y TEGNA. Gannett Government Media Corporation, anteriormente conocida como Army Times Publishing Company, fue comprada por Gannett en 1997 a Times Journal Company. Tegna vendió el negocio a Regent, con sede en Los Ángeles, en marzo de 2016.
Los periódicos Military Times son las publicaciones más compradas en las tiendas y por los comisarios de defensa del Army and Air Force Exchange Service (AAFES), superando a los más vendidos nacionalmente como People and Time.[cita requerida]

## Historia
El fundador de Army Times, Mel Ryder, comenzó su carrera periodística en el equipo de Stars and Stripes vendiendo y entregando periódicos a las tropas en el frente durante la Primera Guerra Mundial. En 1921 se unió a Willard Kiplinger para formar el servicio de boletines informativos, la Agencia Kiplinger. Vendió su interés en la agencia en 1933 y comenzó a publicar Happy Days, un artículo escrito para miembros del Civilian Conservation Corps. Su primer pedido fue de 400 copias y el primer anunciante fue GEICO. A continuación, Ryder inició la publicación de Army Times. El primer número se publicó en 1940 y la empresa se constituyó ese mismo año.
En 2006, la publicación publicó un editorial pidiendo la renuncia de Donald Rumsfeld.

## Personal
Los empleados actuales incluyen: 
- Tony Lombardo, editor ejecutivo
- Michelle Tan, editora
- Kathleen Curthoys, editora gerente
- Leo Shane III, jefe de la oficina de Capitol Hill
- Tara Copp, jefa de la oficina del Pentágono
- George Altman, editor asociado de educación, carreras e investigación
- Meghann Myers, reportera
- Charlsy Panzino, reportera
- Todd South, reportero

Los exmiembros del personal incluyen: 
- Sean Naylor
- Gina Cavallaro

## Miembro del año en el servicio Military Times
Cada año, Military Times honra a un "héroe cotidiano". Alguien con quien está orgulloso de servir. Alguien cuya dedicación, profesionalismo y preocupación por los miembros del servicio y la comunidad establecieron un estándar para todos nosotros. Hay un infante de marina del año, soldado del año, marinero del año, aviador del año y guardacostas del año. Cada miembro del servicio es nominado por sus compañeros para la selección de Military Times. Los ganadores son honrados en una ceremonia formal en Capitol Hill, en Washington D. C.